# Cyphoniscellus herzegowinensis
Cyphoniscellus herzegowinensis is een pissebed uit de familie Trichoniscidae. De wetenschappelijke naam van de soort is voor het eerst geldig gepubliceerd in 1901 door Verhoeff.